# Coenotephria bifasciata
Coenotephria bifasciata är en fjärilsart som beskrevs av Otto Staudinger 1922. Coenotephria bifasciata ingår i släktet Coenotephria och familjen mätare. Inga underarter finns listade i Catalogue of Life.